# أهوبرند (قيلاب)
أهوبرند (بالفارسية: اهوبرند) هي منطقة سكنية تقع في قسم قيلاب الريفي، بمقاطعة أنديمشك التابعة لمحافظة خوزستان، إيران.